# رودلمایر
رودلمایر (به آلمانی: Rödelmaier) یک شهر در آلمان است که در رن-گرابفلد واقع شده‌است. رودلمایر ۹۳۵ نفر جمعیت دارد.